# Judi Bowker
Pour les articles homonymes, voir Bowker.
Judi Bowker est une actrice anglaise née le 6 avril 1954 à Shawford (Royaume-Uni).
Elle a fait carrière principalement à la télévision. Sur le plan cinématographique, ses deux prestations les plus connues sont celles du personnage de sainte Claire dans François et le chemin du soleil (Brother Sun, Sister Moon), du réalisateur italien Franco Zeffirelli, en 1972 et celui de la princesse Andromède dans Le Choc des titans (Clash of the Titans), du cinéaste britannique Desmond Davis, en 1981.
Judi Bowker est montée très tôt sur les planches. C'est en 1972, à l'âge de 18 ans, qu'elle a attiré l'attention internationale à titre de vedette principale dans la série télévisée Prince noir (The Adventures of Black Beauty). Cette série était la continuation du film du même nom.
En plus d'être comédienne, Judi Bowker est danseuse classique. 

## Vie privée
Elle est mariée, depuis 1979, au dramaturge, metteur en scène et acteur anglais Harry Meacher.

## Filmographie
- 1972 : Prince noir (2 saisons) : Victoria
- 1972 : François et le chemin du soleil (Fratello sole, sorella luna) : Claire
- 1973 : Dr. Jekyll and Mr. Hyde (téléfilm) : Tupenny
- 1974 : South Riding (série télévisée) : Midge Carne
- 1975 : In This House of Brede (téléfilm) : Joanna
- 1976 : The Glittering Prizes (feuilleton TV) : Francesca Davidson
- 1977 : East of Elephant Rock : Eve Proudfoot
- 1977 : Count Dracula (mini-série) : Wilhelmina 'Mina' Westenra
- 1981 : Le Choc des Titans (Clash of the Titans) : Andromède
- 1981 : Wilfred and Eileen (téléfilm) : Eileen
- 1984 : Ellis Island, les portes de l'espoir ("Ellis Island") (feuilleton TV) : Georgiana 'Georgie' O'Donnell
- 1985 : La Partie de chasse (The Shooting Party), de Alan Bridges : Lady Olivia Lilburn
- 1985 : Anna Karenina (téléfilm) : Kitty
- 1986 : La Griffe du destin (Sins) (feuilleton TV) : Natalie Junot
- 1988 : Menace Unseen (téléfilm) : Tessa Shriving
- 1994 : Kurtulus (feuilleton TV) : Mlle Stevenson
- 2003 : The Bill (feuilleton TV) : Rebecca Walker
- 2011 : 10 Arenas of Marwood : Amelia